# Menjagrà castany
El menjagrà castany (Sporophila cinnamomea) és una espècie d'ocell sud-americà de la família Thraupidae autòcton de les prades i pampes d'Uruguai, Argentina, el Paraguai i el sud del Brasil.